# Iverny
Iverny és un municipi francès, situat al departament de Sena i Marne i a la regió de Illa de França. L'any 2007 tenia 598 habitants.
Forma part del cantó de Claye-Souilly, del districte de Meaux i de la Comunitat de comunes Plaines et Monts de France.

## Demografia

### Població
El 2007 la població de fet d'Iverny era de 598 persones. Hi havia 197 famílies, de les quals 28 eren unipersonals (16 homes vivint sols i 12 dones vivint soles), 41 parelles sense fills, 120 parelles amb fills i 8 famílies monoparentals amb fills.
La població ha evolucionat segons el següent gràfic:
Habitants censats

### Habitatges
El 2007 hi havia 213 habitatges, 197 eren l'habitatge principal de la família, 4 eren segones residències i 12 estaven desocupats. 198 eren cases i 15 eren apartaments. Dels 197 habitatges principals, 169 estaven ocupats pels seus propietaris, 25 estaven llogats i ocupats pels llogaters i 3 estaven cedits a títol gratuït; 1 tenia una cambra, 4 en tenien dues, 26 en tenien tres, 46 en tenien quatre i 120 en tenien cinc o més. 176 habitatges disposaven pel capbaix d'una plaça de pàrquing. A 71 habitatges hi havia un automòbil i a 120 n'hi havia dos o més.

### Piràmide de població
La piràmide de població per edats i sexe el 2009 era:
| Homes | Edats   | Dones |
| ----- | ------- | ----- |
| 0     | 95 o +  | 0     |
| 0     | 90 a 94 | 0     |
| 4     | 85 a 89 | 0     |
| 0     | 80 a 84 | 4     |
| 0     | 75 a 79 | 4     |
| 4     | 70 a 74 | 4     |
| 4     | 65 a 69 | 4     |
| 0     | 60 a 64 | 4     |
| 8     | 55 a 59 | 12    |
| 20    | 50 a 54 | 4     |
| 20    | 45 a 49 | 28    |
| 24    | 40 a 44 | 36    |
| 36    | 35 a 39 | 16    |
| 24    | 30 a 34 | 28    |
| 8     | 25 a 29 | 12    |
| 12    | 20 a 24 | 0     |
| 20    | 15 a 19 | 16    |
| 24    | 10 a 14 | 28    |
| 20    | 5 a 9   | 28    |
| 12    | 0 a 4   | 20    |

## Economia
El 2007 la població en edat de treballar era de 404 persones, 332 eren actives i 72 eren inactives. De les 332 persones actives 310 estaven ocupades (163 homes i 147 dones) i 21 estaven aturades (11 homes i 10 dones). De les 72 persones inactives 16 estaven jubilades, 36 estaven estudiant i 20 estaven classificades com a «altres inactius».

### Ingressos
El 2009 a Iverny hi havia 195 unitats fiscals que integraven 566 persones, la mediana anual d'ingressos fiscals per persona era de 21.651 €.

### Activitats econòmiques
Dels 12 establiments que hi havia el 2007, 4 eren d'empreses de construcció, 2 d'empreses de comerç i reparació d'automòbils, 1 d'una empresa de transport, 1 d'una empresa d'hostatgeria i restauració, 2 d'empreses financeres, 1 d'una empresa de serveis i 1 d'una empresa classificada com a «altres activitats de serveis».
Dels 4 establiments de servei als particulars que hi havia el 2009, 1 era un taller de reparació d'automòbils i de material agrícola, 2 fusteries i 1 lampisteria.
L'any 2000 a Iverny hi havia 3 explotacions agrícoles que ocupaven un total de 906 hectàrees.

## Equipaments sanitaris i escolars
El 2009 hi havia una escola elemental.

## Poblacions més properes
El següent diagrama mostra les poblacions més properes.